# Thiepval
Thiepval é uma comuna francesa na região administrativa de Altos da França, no departamento de Somme. Estende-se por uma área de 4,4 km². Em 2010 a comuna tinha 128 habitantes (densidade: 29,1 hab./km²).